# 1896 en Nouvelle-Écosse
Chronologie de la Nouvelle-Écosse
- 1892
- 1893
- 1894
- 1895
- 1896
- 1897
- 1898
- 1899
- 1900

Cette page concerne des événements d'actualité qui se sont produits durant l'année 1896 dans la province canadienne de la Nouvelle-Écosse.

## Politique

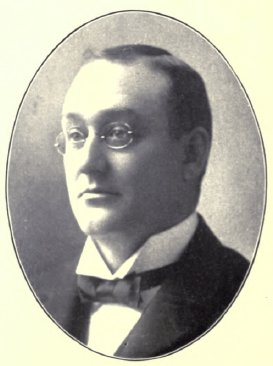
George Henry Murray

- Premier ministre : William S. Fielding puis George H. Murray
- Chef de l'Opposition :
- Lieutenant-gouverneur : Malachy Bowes Daly
- Législature :

## Naissances
- 9 mars : Frederick Primrose Whitman (Né à Lawrencetown - décédé le 21 décembre 1974) fut un vendeur et homme politique fédéral du Québec.